# Polyplectropus aurifusca
Polyplectropus aurifusca är en nattsländeart som beskrevs av Mcfarlane 1956. Polyplectropus aurifusca ingår i släktet Polyplectropus och familjen fångstnätnattsländor. Inga underarter finns listade i Catalogue of Life.